# Équipe du Pérou de football à la Copa América 2021
Cet article relate le parcours de l'équipe du Pérou lors de la Copa América 2021 qui se tient au Brésil du 13 juin au 11 juillet 2021.
Finalistes de l'épreuve deux ans auparavant, les Péruviens retrouvent une nouvelle fois le dernier carré. En effet, après avoir éliminé le Paraguay (aux tirs au but) en quarts de finale, ils s'inclinent face au Brésil, hôte du tournoi, en demi-finales. Ils s'inclinent une deuxième fois devant la Colombie lors du match de classement par trois buts à deux.

## Résultats

### Premier tour
| Rang | Équipe    | Pts | J | G | N | P | Bp | Bc | Diff |
| ---- | --------- | --- | - | - | - | - | -- | -- | ---- |
| 1    | Brésil    | 10  | 4 | 3 | 1 | 0 | 10 | 2  | +8   |
| 2    | Pérou     | 7   | 4 | 2 | 1 | 1 | 5  | 7  | -2   |
| 3    | Colombie  | 4   | 4 | 1 | 1 | 2 | 3  | 4  | -1   |
| 4    | Équateur  | 3   | 4 | 0 | 3 | 1 | 5  | 6  | -1   |
| 5    | Venezuela | 2   | 4 | 0 | 2 | 2 | 2  | 6  | -4   |

| 17 juin 2021  | Brésil                                                                                            | 4 - 0   | Pérou | Stade olympique Nilton-Santos, Rio de Janeiro                                         |                                                                                       |
| 21:00 (UTC−3) | ( Gabriel Jesus) Sandro 12e · ( Fred) Neymar 68e · ( Richarlison) Ribeiro 89e · Richarlison 90+3e | (1 - 0) |       | Spectateurs : 0 Arbitrage : Patricio Loustau (en) Arbitre vidéo : Mauro Vigliano (en) | Spectateurs : 0 Arbitrage : Patricio Loustau (en) Arbitre vidéo : Mauro Vigliano (en) |
| 21:00 (UTC−3) | Rapport                                                                                           |         |       | Spectateurs : 0 Arbitrage : Patricio Loustau (en) Arbitre vidéo : Mauro Vigliano (en) | Spectateurs : 0 Arbitrage : Patricio Loustau (en) Arbitre vidéo : Mauro Vigliano (en) |

| 20 juin 2021  | Colombie         | 1 - 2   | Pérou                     | Stade olympique Pedro Ludovico Teixeira, Goiânia                               |                                                                                |
| 21:00 (UTC−3) | Borja 53e (pen.) | (0 - 1) | 17e Peña · 64e (csc) Mina | Spectateurs : 0 Arbitrage : Esteban Ostojich (en) Arbitre vidéo : Andrés Cunha | Spectateurs : 0 Arbitrage : Esteban Ostojich (en) Arbitre vidéo : Andrés Cunha |
| 21:00 (UTC−3) | Rapport          |         |                           | Spectateurs : 0 Arbitrage : Esteban Ostojich (en) Arbitre vidéo : Andrés Cunha | Spectateurs : 0 Arbitrage : Esteban Ostojich (en) Arbitre vidéo : Andrés Cunha |

| 23 juin 2021  | Équateur                                     | 2 - 2   | Pérou                                            | Stade olympique Pedro Ludovico Teixeira, Goiânia                                                     | |
| 18:00 (UTC−3) | Tapia 23e (csc) · ( Díaz) Ay. Preciado 45+3e | (2 - 0) | 49e Lapadula (Cueva ) · 54e Carrillo (Lapadula ) | Spectateurs : 0 Arbitrage : Jesús Gil Manzano (en) Arbitre vidéo : Ricardo de Burgos Bengoetxea (en) | Spectateurs : 0 Arbitrage : Jesús Gil Manzano (en) Arbitre vidéo : Ricardo de Burgos Bengoetxea (en) |
| 18:00 (UTC−3) | Rapport                                      |         |                                                  | Spectateurs : 0 Arbitrage : Jesús Gil Manzano (en) Arbitre vidéo : Ricardo de Burgos Bengoetxea (en) | Spectateurs : 0 Arbitrage : Jesús Gil Manzano (en) Arbitre vidéo : Ricardo de Burgos Bengoetxea (en) |

| 27 juin 2021  | Venezuela | 0 - 1   | Pérou        | Stade national de Brasilia Mané Garrincha, Brasilia                            |                                                                                |
| 18:00 (UTC−3) |           | (0 - 0) | 48e Carrillo | Spectateurs : 0 Arbitrage : Patricio Loustau (en) Arbitre vidéo : Derlis López | Spectateurs : 0 Arbitrage : Patricio Loustau (en) Arbitre vidéo : Derlis López |
| 18:00 (UTC−3) | Rapport   |         |              | Spectateurs : 0 Arbitrage : Patricio Loustau (en) Arbitre vidéo : Derlis López | Spectateurs : 0 Arbitrage : Patricio Loustau (en) Arbitre vidéo : Derlis López |

### Quart de finale
| 2 juillet 2021 | Pérou                                                           | 3 - 3             | Paraguay                                                | Stade olympique Pedro Ludovico Teixeira, Goiânia                                      |                                                                                       |
| 18:00 (UTC−3)  | Gómez 21e (csc) · ( Yotún) Lapadula 40e · ( Carrillo) Yotún 80e | (2 - 1)           | 11e Gómez · 54e Alonso · 90e Ávalos                     | Spectateurs : 0 Arbitrage : Esteban Ostojich (en) Arbitre vidéo : Mauro Vigliano (en) | Spectateurs : 0 Arbitrage : Esteban Ostojich (en) Arbitre vidéo : Mauro Vigliano (en) |
| 18:00 (UTC−3)  | Rapport                                                         |                   |                                                         | Spectateurs : 0 Arbitrage : Esteban Ostojich (en) Arbitre vidéo : Mauro Vigliano (en) | Spectateurs : 0 Arbitrage : Esteban Ostojich (en) Arbitre vidéo : Mauro Vigliano (en) |
| 18:00 (UTC−3)  | Lapadula · Yotún · Ormeño · Tapia · Cueva · Trauco              | Tirs au but 4 - 3 | Romero · Alonso · Martinez · Samudio · Piris · Espínola | Spectateurs : 0 Arbitrage : Esteban Ostojich (en) Arbitre vidéo : Mauro Vigliano (en) | Spectateurs : 0 Arbitrage : Esteban Ostojich (en) Arbitre vidéo : Mauro Vigliano (en) |

### Demi-finale
| 5 juillet 2021 | Brésil                | 1 - 0   | Pérou | Stade olympique Nilton-Santos, Rio de Janeiro                          |                                                                        |
| 20:00 (UTC−3)  | ( Neymar) Paquetá 35e | (1 - 0) |       | Spectateurs : 0 Arbitrage : Roberto Tobar Arbitre vidéo : Derlis López | Spectateurs : 0 Arbitrage : Roberto Tobar Arbitre vidéo : Derlis López |
| 20:00 (UTC−3)  | Rapport               |         |       | Spectateurs : 0 Arbitrage : Roberto Tobar Arbitre vidéo : Derlis López | Spectateurs : 0 Arbitrage : Roberto Tobar Arbitre vidéo : Derlis López |

### Match pour la3eplace
| 9 juillet 2021 | Colombie                                                 | 3 - 2   | Pérou                                       | Stade national de Brasilia Mané Garrincha, Brasilia         |                                                             |
| 21:00 (UTC−3)  | Cuadrado 49e · ( Vargas) Díaz 66e · ( Muriel) Díaz 90+4e | (0 - 1) | 45e Yotún (Cueva ) · 82e Lapadula (García ) | Arbitrage : Raphael Claus Arbitre vidéo : Wagner Reway (pt) | Arbitrage : Raphael Claus Arbitre vidéo : Wagner Reway (pt) |
| 21:00 (UTC−3)  | Rapport                                                  |         |                                             | Arbitrage : Raphael Claus Arbitre vidéo : Wagner Reway (pt) | Arbitrage : Raphael Claus Arbitre vidéo : Wagner Reway (pt) |

## Effectif
Source consultée : www.futbolperuano.com.
- NB : Les âges sont calculés au début de la compétition, le 13 juin 2021.

## Navigation